# Мацунаґа Хісахіде
Мацунаґа Хісахіде (*松永 弾正 久秀, 1508 — 19 листопада 1577) — даймьо періоду Сенґоку.

## Життєпис
Походив з самурайського роду Мацунаґа. Про батьків відсутні відомості. Замолоду був васалом клану Хосокава, а з початку 1530-х років — Мійосі. У 1539 році звитяжив у захоплені Мійосі Токеєм області Кінай, а потім столиці — Кіото. Того ж року призначено комендантом столиці Японії.
Протягом 1540-х років здобув значні маєтності, а 1560 року — став сюго провінції Ямато, що була однією з найважливіших. Відтоді планував повалення влади клану мійосі й захоплення провінцій поблизу Кіото. У 1561—1563 роках внаслідок інтриг Мацунаґа Хісахіде трое братів й син-спадкоємець Мійосі Токея загинули, деяких отруєно за наказом Хісахіде. Сприяв оголошенню спадкоємцем Токея названого сина Мійосі Йосіцугу. Коли останній 1564 року успадкував владу, набув значного впливу на Йосіцугу.
У 1565 року спровокував конфлікт Мійосі Йосіцугу з сьогуном Асікаґа Йосітеру, внаслідок чого останній загинув. Це спровокувало конфлікт в середині клану Мійосі. Проти Хісахаде виступили Мійосі Наґаюкі й Мійосі Масаясу. Ця боротьба послабила обидві сторони. У 1566 році під час боїв загони Мацунага спалили монастир Тодай.
У 1568 року на Кіото рушив Ода Нобунага з наміром поставити новим сьогуном Асікаґа Йосіакі. Мацунага Хірохіде спільно з Мійосі Йосіцугу намагався чинити спротив, але зазнав невдачі. Тому вимушений був підкоритися Нобуназі й Йосіакі. В подальші роки зберігав вірність роду Ода, воюючи проти першої та другою антиодаської коаліцій, які організував сьогун. Водночас скористався ситуацією для розширення володінь за рахунок клану Мійосі.
У 1577 році вчинив заколот проти Ода Нобунага, намагаючись захопити Кіото. Проте зазнав поразки. Невдовзі його було обложено у власному замку Сіґісан, де відчуваючи безвихідь Мацунаґа Хісахіде та його сини наклали на себе руки. Перед тим Хісахіде, визнаний знавець чайної церемонії, знищив чайний сервіз, щоб його не захопив Ода Нобунага.